# Liste der Monuments historiques in Zetting
Die Liste der Monuments historiques in Zetting führt die Monuments historiques in der französischen Gemeinde Zetting auf.

## Liste der Bauwerke
| Bezeichnung      | Beschreibung           | Standort               | Kennzeichnung | Schutzstatus | Datum | Bild           |
| ---------------- | ---------------------- | ---------------------- | ------------- | ------------ | ----- | -------------- |
| Kirche St-Marcel | ab dem 11. Jahrhundert | Rue de l’Église (Lage) | PA00107032    | Classé       | 1891  | weitere Bilder |

## Liste der Objekte
| Bezeichnung                       | Beschreibung                                                                                  | Standort                       | Kennzeichnung | Schutzstatus | Datum | Bild           |
| --------------------------------- | --------------------------------------------------------------------------------------------- | ------------------------------ | ------------- | ------------ | ----- | -------------- |
| Skulpturengruppe Grablegung       | Stein, farbig gefasst, zweite Hälfte des 15. Jahrhunderts                                     | in der Kirche St-Marcel (Lage) | PM57000417    | Classé       | 1968  | weitere Bilder |
| Skulptur Madonna mit Kind         | Holz, farbig gefasst, 18. Jahrhundert; 1972 gestohlen                                         | in der Kirche St-Marcel (Lage) | PM57000413    | Classé       | 1968  |                |
| Beichtstuhl                       | Holz, 18. Jahrhundert                                                                         | in der Kirche St-Marcel (Lage) | PM57000415    | Classé       | 1968  |                |
| Antependium                       | Holz, farbig gefasst                                                                          | in der Kirche St-Marcel (Lage) | PM57001012    | Inscrit      | 1979  |                |
| Taufbecken                        | Stein, Ende des 15. Jahrhunderts                                                              | in der Kirche St-Marcel (Lage) | PM57000414    | Classé       | 1968  |                |
| Hauptaltar                        | Altartisch, Tabernakel, Retabel und zwei Skulpturen; Holz, farbig gefasst und vergoldet, 1769 | in der Kirche St-Marcel (Lage) | PM57000416    | Classé       | 1968  |                |
| Grabkreuz                         | Sandstein, Ende des 18. Jahrhunderts                                                          | auf dem Friedhof (Lage)        | PM57000844    | Inscrit      | 2010  |                |
| Grabkreuz der Familie Klein-Thiel | Sandstein, Anfang des 19. Jahrhunderts                                                        | auf dem Friedhof (Lage)        | PM57000846    | Inscrit      | 2010  |                |
| Grabkreuz für Ferdinand Contellé  | Sandstein, 1810                                                                               | auf dem Friedhof (Lage)        | PM57000847    | Inscrit      | 2010  |                |
| Grabkreuz für Bartholomäus Barth  | Sandstein, 1830                                                                               | auf dem Friedhof (Lage)        | PM57000849    | Inscrit      | 2010  |                |
| Grabkreuz für Peter Misler        | Sandstein, 1775                                                                               | auf dem Friedhof (Lage)        | PM57000845    | Inscrit      | 2010  |                |
| Vier Grabkreuze                   | Sandstein, um 1800                                                                            | auf dem Friedhof (Lage)        | PM57000848    | Inscrit      | 2010  |                |